# Deutsche Industriellen-Vereinigung
Die Deutsche Industriellen-Vereinigung (Abkz. DI) war eine Gegengründung mittlerer und kleinerer Industrieller gegen den Reichsverband der Deutschen Industrie (RDI) aus Protest gegen dessen Unterstützung des Dawes-Plan und der Erfüllungspolitik überhaupt. Die Bedeutung des Verbandes blieb gering.

## Allgemein
Die DI wurde am 14. Mai 1924 gegründet. Am 19. Mai 1924 versammelten sich 500 Industrielle im Hotel Esplanade in Berlin, die in einer Entschließung die Erfüllungspolitik des RDI verurteilten.
Am 23./24. August 1924 wurde in Erfurt das „Erfurter Programm“ beschlossen. Es forderte die Befreiung von Fesseln der Leistung, des Lohnes und des Preises als Voraussetzung für Wirtschaftsrentabilität und Kapitalbildung. Die Förderung der Landwirtschaft als Binnenmarkt der deutschen Industrie sowie gesunder Ausfuhrmöglichkeiten und Kolonien. Des Weiteren Werksgemeinschaft statt Klassenkampf und völlige innenpolitische Umstellung.
Die Mitglieder wandten sich gegen die „Zinsknechtschaft des jüdisch-internationalen Geldkapitals“ und verlangten den Aufbau einer „starken nationalen Wirtschaft ohne internationale Monopolverflechtungen“. In einer Programmschrift der DI beklagte Eduard Stadtler, dass der Ruhrkampf nicht für eine „revolutionär-kriegerische Bewährungsprobe“ genutzt worden sei.
Besonders aktiv im Kampf den RDI war Carl Gottfried Gok von der damals größten privaten deutschen Werft Blohm + Voss. Gründungsmitglied war auch Friedrich Carl vom Bruck, Inhaber der Bruck-Werke.
Der Alldeutsche Verband förderte die DI publizistisch. Enge Verbindungen liefen zum rechten Flügel der DVP u. a. Reinhold Quaatz.
Ein Prestigeerfolg war eine Rede des Vorsitzenden der Vereinigung der Deutschen Arbeitgeberverbände Ernst Borsig auf einer Versammlung.
Am 14. Mai 1926 benannte sie sich in „Bund für Nationalwirtschaft und Werkgemeinschaft“ (BNW) um.
Die DI begrüßte die Machtergreifung der Nationalsozialisten. Im Zuge der Schaffung der Reichsgruppe Industrie löste sich die DI am 27. Februar 1934 auf.

## Leitung
- Alfred Möllers (1. Vorsitzender 1924 bis 1934, Direktor der Rütgerswerke)
- Georg Kautz (Stellvertretender Vorsitzender, Aufsichtsratsmitglied der Deschimag)
- Eduard Stadtler (Geschäftsführer)
- Paul Bang (Geschäftsführer)
- Max Rockstroh (Stellvertretender Vorsitzender, Rockstroh-Werke)

## Publikationen
- Wirtschaftsnachrichten des Bundes für organischen Wirtschaftsaufbau. Berlin 1925 bis 1934.
- Paul Bang (Hrsg.): Nationalwirtschaft. Blätter für organischen Wirtschaftsaufbau. seit 1927.
- Soziale Erneuerung. Unabhängige Zeitschrift für Nationalwirtschaft und organische Sozialpolitik. Stuttgart 1932 ff.,
- Schriftenreihe des Bundes für Nationalwirtschaft und Werkgemeinschaft.

## Beurteilung
Christa Thieme urteilt das diese Kreise in der gesetzmäßigen Entwicklung zum Staatsmonopolistischen Kapitalismus, in völliger Verkennung der Tatsachen, eine „Marxisierung“ der Wirtschaft sahen. Heidrun Holzbach meint das sich ihr nur kleinere und mittlere Industrielle anschlossen, weil diese nichts vom „Dollarsegen“ des Dawes-Plans abbekamen.